# Mari Kalkun

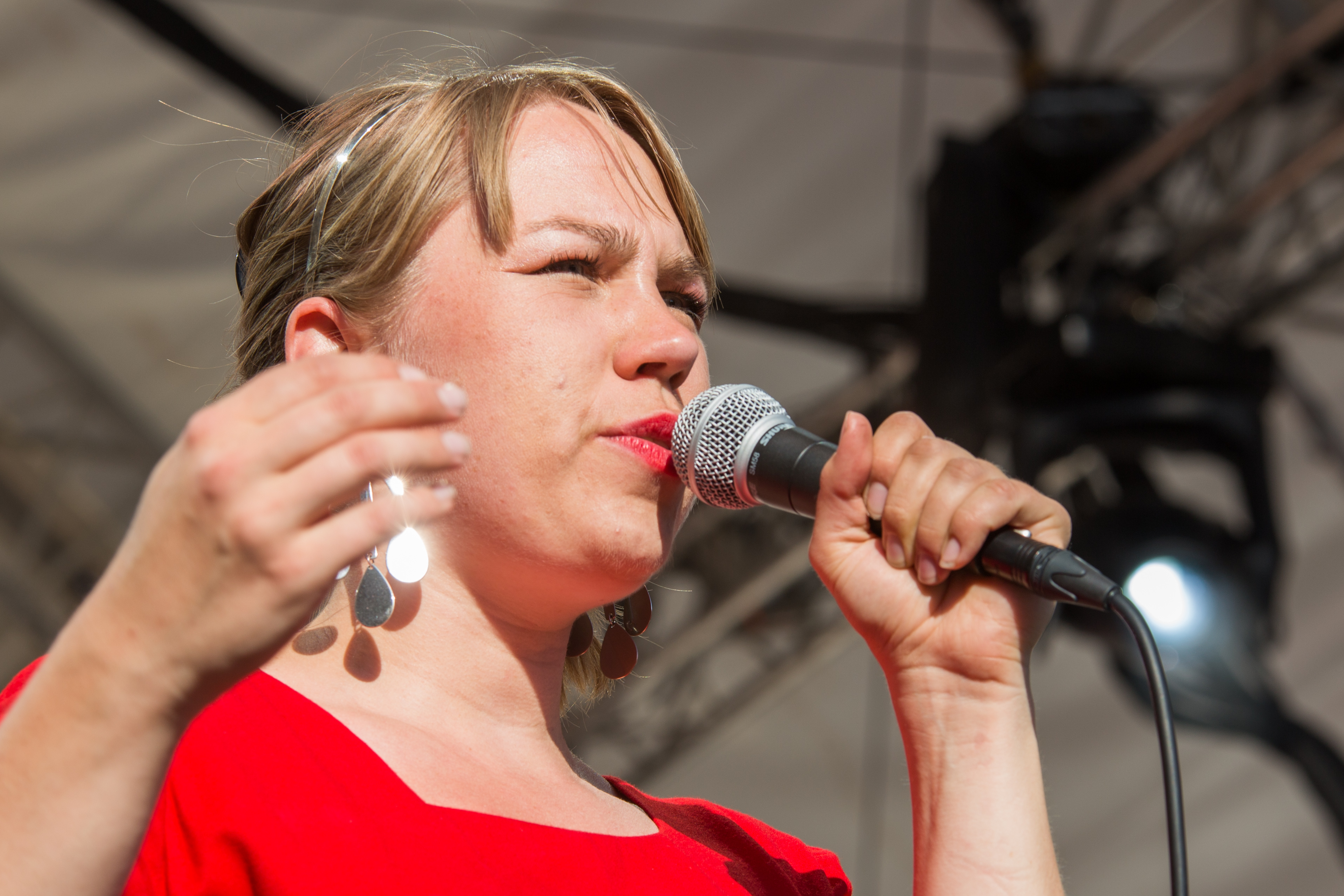
Mari Kalkun in Rudolstadt (2018)

Mari Kalkun (* 1. April 1986) ist eine estnische Musikerin, Sängerin und Songwriterin. Sie ist bekannt dafür, ganz eigene Lieder aus der Verbindung der Folklore ihres Landes mit experimentellen Techniken der Neuen Musik, inspiriert von Natur, estnischer Poesie und Volksmusik zu komponieren.

## Leben und Wirken
Mari Kalkun hat südestnische Wurzeln und singt auch alte Lieder (Regilaul) in Südestnischer Sprache bzw. in der indigenen Regionalsprache Võro. Sie absolvierte ein Masterstudium in traditionellem Gesang an der Estnischen Akademie für Musik und Theater. Im Rahmen eines Austauschprogramms studierte Kalkun an der Sibelius-Akademie in Helsinki. Ihr Meisterkonzert gab sie in Tallinn und in Finnland. Seit dem Erfolg ihres ersten Soloalbums Üü tulõk tritt Kalkun international auf. Sie ist seit 2012 eine der beiden Sängerinnen des internationalen Quartetts Runorun mit Sitz in Helsinki.

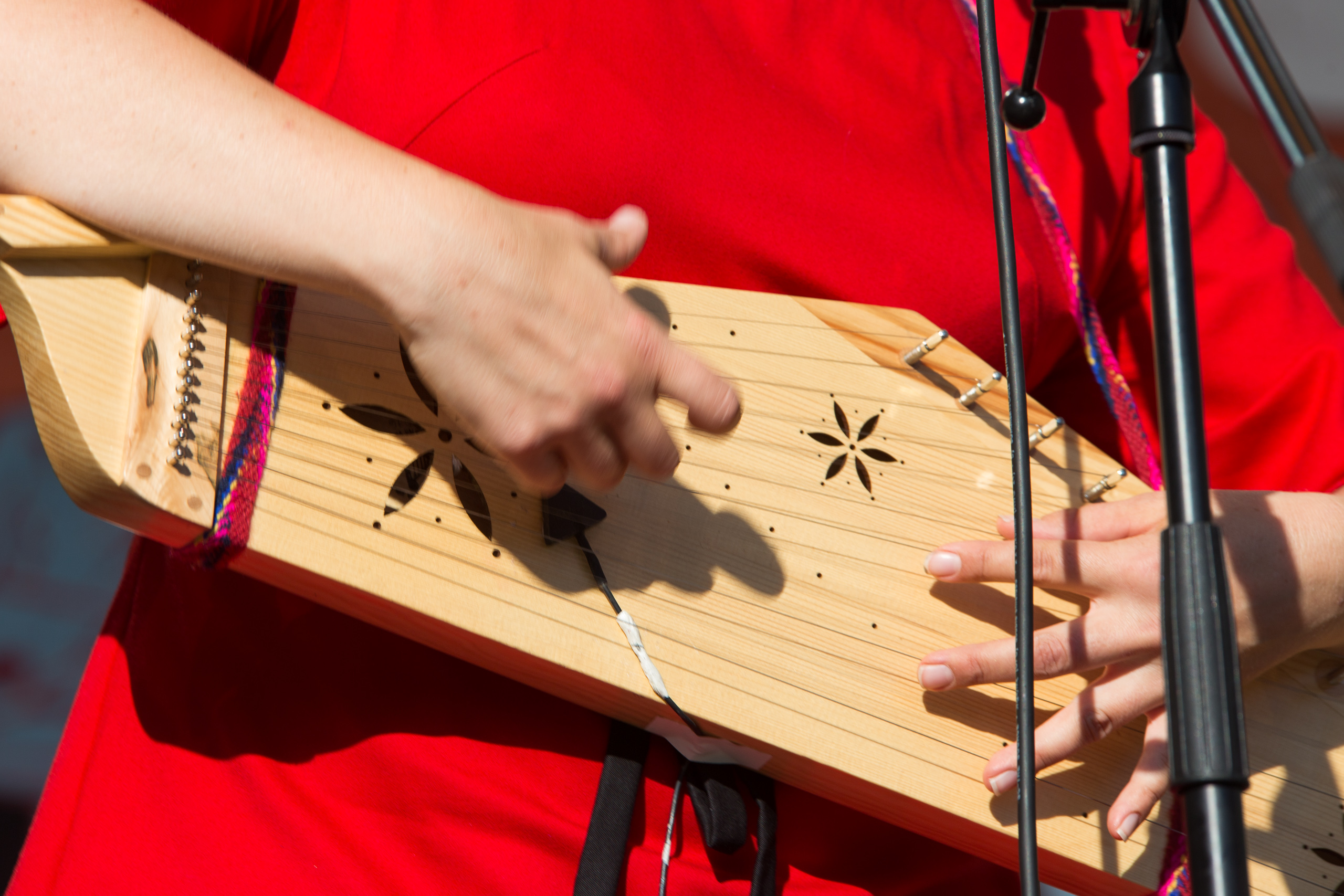
Mari Kalkun spielt Kantele

Kalkun „experimentiert im Klangbild mit Kantelen und bringt dieses archaische Instrument mit spielerischer Leichtigkeit ins 21. Jahrhundert“. Neben einer 12-saitigen kleinen Kantele und einem 36-saitigen Bassinstrument spielt sie Akkordeon, Harmonium und eine Reihe von experimentellen Instrumenten. Ihre Alben wurden auch in Deutschland, in Großbritannien und in Japan veröffentlicht. Im Jahr 2019 wurde Kalkun für das Präsentationsprogramm der Worldwide Music Expo (WOMEX) 2019 ausgewählt. Im Jahr 2015 wirkte sie bei Waves Vienna und Waves Bratislava mit, 2018 mit Runorun auf dem Rudolstadt-Festival.
In ihrem Album Ilmamõtsan (etwa „Im Wald der Welt“) thematisiert Kalkun die Klage einer Mutter über die Abwanderung der Tochter und das Sterben der Dörfer in Südestland. Sie verwendet unter anderem ein Gedicht des nenzischen Rentierzüchters Juri Wella (1948–2013). Das Werk enthält auch ein Geburtstagslied für ihre kleine Tochter.
Das Album Õunaaia („Apfelgarten-Album“) brachte Kalkun selbst mittels Crowdfunding während der Corona-Krise heraus. Sie singt und spielt alle Instrumente, darunter ein Harmonium, das sie vom Wertstoffhof rettete, und ein Klavier ihrer Großmutter. Jan Brachmann lobte Kalkuns „kreative Energie“ und ihre Stimme, „die von mütterlicher Tiefe bis zu elfenhafter Höhe reicht“.

## Preise und Auszeichnungen
- 2013: Sie erhielt den Estonian Ethno Music Award 2013 als beste Sängerin
- 2018: Künstlerpreis des Viljandi Folk Music Festivals

## Diskografie
Alben
- Üü tulõk (Õunaviks 2007, Nature Bliss 2011)
- Vihmakõnõ (Õunaviks 2010, Nature Bliss 2011)
- Upa-Upa Ubinakõnõ mit Tuulikki Bartosik und Ramo Teder (Võro Instituut 2015)
- Tii ilo mit Runorun (Rockadillo Records 2015)
- Ilmamõtsan (Nordic Notes 2018)
- Õunaaia (Mari Kalkun und Aigu Om Records 2020)
- Stonia Lood – Stories of Stonia (Real World Records 2023)[6]